# 50億を相続する女
50億を相続する女（ごじゅうおくをそうぞくするおんな）は、2003年9月6日にテレビ朝日系「土曜ワイド劇場」枠で放送されたテレビドラマ。一路真輝主演。
正式タイトルは『50億を相続する女〜霊安室の謎!私は自分の死体と対面した･･･!?ダイヤと血液型が暴く究極の完全犯罪…〜』である。

## キャスト
- 西森 直子 / 高見沢 真矢 - 一路真輝
- 高見沢 早苗 - 洞口依子
- 高見沢 利彦 - 尾美としのり
- 西森 達也 - 岡野進一郎
- 一ノ瀬（刑事） - 出光元
- 青木（刑事） - 浜博文
- 高見沢 秀一 - 常泉忠通
- 山田 とき江 - 野口ふみえ
- 佐竹 誠治 - 本村健太郎
- 木村 和代 - 藤井美加子
- みゆき - 飯島ひろみ
- 金子 咲江 - 松井紀美江
- 井口 晋平 - 稲垣雅之
- 花山佳子
- 夏川侑子
- 辻本晃良
- 池田剛章
- 永島浩二
- 天野和義
- 平山さとみ
- 根岸 徹 - 国広富之
- 宇佐美 弥生 - 池内淳子

## スタッフ
- 監督 - 山本邦彦
- 脚本 - 篠崎好
- 原作 - 佐治乾
- 制作 - テレビ朝日・東宝

| スタブアイコン | サブスタブ | この項目は、まだ閲覧者の調べものの参照としては役立たない、テレビ番組に関連した書きかけの項目です。この項目を加筆・訂正などしてくださる協力者を求めています（P:テレビ/PJ:放送または配信の番組）。 |